# Vilém Prusinovský z Víckova
Vilém Prusinovský z Víckova (německy: Wilhelm Prusinowsky von Wiczkov, 1534 – 16. června 1572 Kroměříž) byl v letech 1565 až 1572 biskupem olomouckým.

## Život

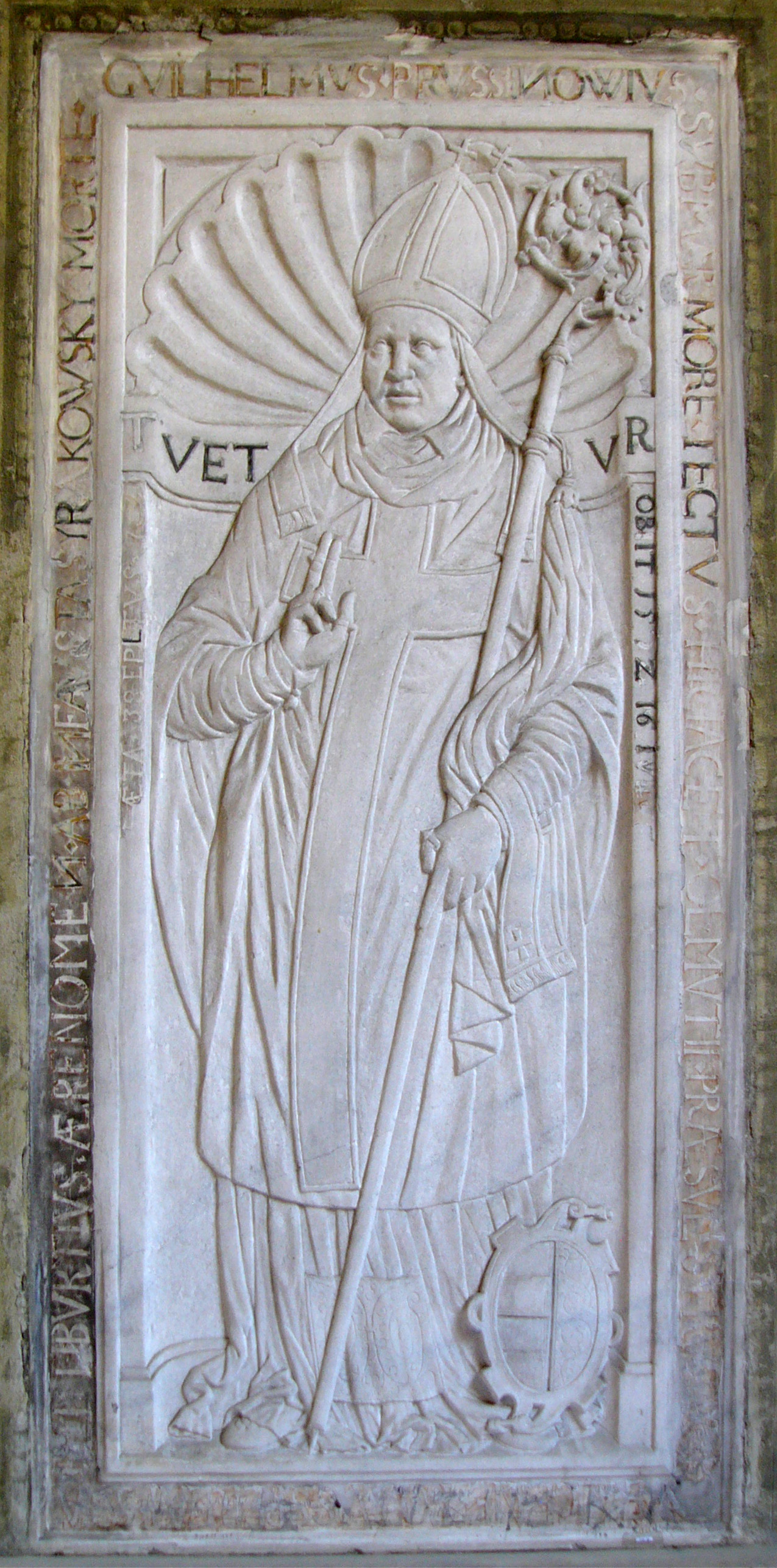
Náhrobek v kostele Panny Marie Sněžné v Olomouci

Byl synem Mikuláše Prusinovského z Víckova a Anny ze Mstěnic. Studoval ve Vídni a v Padově. V letech 1559–1565 byl proboštem Kolegiátní kapituly u svatého Mořice v Kroměříži. Od roku 1562 byl brněnským proboštem a také proboštem kapituly u sv. Štěpána v Litoměřicích v letech 1562–1565.
V roce 1566 pozval do Olomouce příslušníky Tovaryšstva Ježíšova a založil jezuitskou kolej, ze které posléze vznikla olomoucká univerzita, jejíž nástupkyní je dnešní Univerzita Palackého.
Jeho náhlá smrt v roce 1572 byla původně připisována ledvinové chorobě, posléze se však ukázalo, že mohl být první z biskupských obětí „biskupotravce“ Philopona. Pohřben byl v interiéru minoritského klášterního kostela sv. Františka v Olomouci, v letech 1712 až 1716 přestavěného na Kostel Panny Marie Sněžné.